# Commission alliée pour l'Autriche
La Commission alliée pour l'Autriche est une commission inter-gouvernementale créée à la fin de la Seconde Guerre mondiale lors de l'effondrement du Reich allemand et après la chute de l'Autriche nazie. Son siège était située dans la Maison de l'Industrie sur la place Schwarzenberg (de) de Vienne. Cette commission fut en activité entre le 4 juillet 1945 et le 27 juillet 1955, elle prit ainsi fin avec l'entrée en vigueur du traité d’État autrichien.

## Histoire
Depuis la conférence de Téhéran de 1943, les Alliés s'étaient réunis à de nombreuses reprises à différents niveaux pour déterminer la marche à suivre quant à la destructuration du Reich allemand et la construction d'un nouvel État allemand à sa place. La conférence de Casablanca avait exigé une reddition sans condition et la conférence de Yalta avait débouché sur un accord pour une partition du territoire en zones d'occupations ainsi que pour le déploiement d'une administration coordonnée par une Commission centrale interalliée.
Fin 1943, les Alliés publièrent la Déclaration de Moscou pour l'Autriche, par laquelle ils considéraient l'Anschluss comme nul et non avenu et défendaient une Autriche libre et indépendante.
Après la bataille de Vienne et l'occupation de la ville par l'Armée rouge le 13 avril 1945, les comités exécutifs des partis recréés (SPÖ, ÖVP et KPÖ) déclarèrent que l'Anschluss ne valait plus juridiquement dans une proclamation commune sur l'indépendance de l'Autriche publiée le 27 avril. Ils formèrent un gouvernement d'État provisoire, qui ne fut initialement reconnu que par l'Union soviétique et non pas par les autres Alliés.
Après la capitulation sans condition de la Wehrmacht le 8 mai, les principales puissances victorieuses annoncèrent officiellement, dans la Déclaration de Berlin du 5 juin qu'elles assureraient la continuité du gouvernement par procédure de contrôle alliée. Pour l'Autriche, un accord semblable sur le contrôle allié fut signé le 4 juillet.

## Premier accord de contrôle
Dans le premier accord de contrôle (en allemand : Erstes Kontrollabkomen) du 4 juillet 1945, les quatre Alliés créèrent une Commission alliée pour l'Autriche. Celle-ci était composé du Conseil allié (Alliierten Rat), du Comité exécutif (Exekutiv-Komitee) et de personnel désigné par chacune des puissances occupantes.

### Conseil allié
À l’origine, le Conseil était composé des hauts-commissaires des puissances occupantes. Les questions touchant tous les territoires occupés devaient être réglées conjointement par les commissaires après consultation de leurs gouvernements respectifs. Ils disposaient néanmoins de pleins pouvoirs de décision dans leurs zones d’occupation respectives. Chaque commissaire militaire était assisté d’un conseiller politique. Le Conseil se réunissait au moins tous les dix jours avec une présidence tournante. Le Conseil allié était chargé de veiller à ce que les plans de leurs gouvernements soient mis en œuvre dans tout le pays.

### Comité exécutif
Le Comité exécutif était composé d’officiers militaires de haut rang qui représentaient leurs commissariats respectifs et surveillaient la mise en œuvre des décisions.

### Personnel
Les états-majors avaient des tâches différentes et étaient divisés en différentes sections spécialisées : les affaires militaires, navales et aéronautiques, l'économie, les finances, les réparations, redditions et réparations, affaires intérieures, travail, questions juridiques, prisonniers de guerre, politique et transports.

### Tâches
Les principales tâches de la Commission alliée pour l’Autriche étaient les suivantes :
- assurer le respect du cessez-le-feu ;
- assurer la séparation entre l'Autriche et l'Allemagne ;
- établir une administration centrale et efficace ;
- préparer des élections libres pour un futur gouvernement.

L’objectif du premier accord de contrôle était de déléguer des tâches qui pouvaient être effectuées par les autorités autrichiennes. À cet effet, des commandements alliées (Alliierten Kommandanturen) furent créés. Le commandement interallié de Vienne fut hébergé dans certaines parties du Palais de justice jusqu'en 1953, puis transféré au siège de la Commission alliée.
Les signataires de l’accord étaient à Londres :
- John Gilbert Winant (États-Unis, ambassadeur en Grande-Bretagne)
- Ronald Ian Campbell (Royaume-Uni, sous-secrétaire d'État adjoint au ministère des Affaires étrangères et du Commonwealth)
- René Massigli (France, ambassadeur en Grande-Bretagne)
- Fiodor Tarasovitch Goussev (Union soviétique, ambassadeur en Grande-Bretagne)[2]

## Deuxième accord de contrôle
Dans le deuxième accord de contrôle, signé le 28 juin 1946, le gouvernement et le parlement autrichiens se voient accorder des pouvoirs législatifs supplémentaires. Seules les lois constitutionnelles continuaient à exiger le consentement explicite du Conseil des Alliés. En outre, l’Autriche était autorisée à conclure des traités bilatéraux avec une puissance occupante sans le consentement des autres puissances occupantes. Il lui était désormais également permis d’établir des relations diplomatiques avec les États membres de l’ ONU.
Le deuxième accord de contrôle ne devait être valable que six mois, mais il est resté en vigueur jusqu'au 27 Juillet 1955 (jour de l'entrée en vigueur du traité d'État autrichien).
Cet accord a été signé par les quatre Hauts Commissaires :
- Lieutenant-général JS Steele (Grande-Bretagne, commandant en chef des forces britanniques en Autriche)
- Général Mark W. Clark (États-Unis, commandant en chef des forces américaines en Autriche)
- Colonel-général Vladimir Kurasov (URSS, commandant en chef du Groupe central des forces terrestres)
- Général de corps d'armée Marie Émile Antoine Béthouart (France, commandant français en Autriche des forces françaises en Allemagne)[2]

Plus tard, les officiers militaires du Conseil de contrôle ont été remplacés par de hauts fonctionnaires de l’administration civile. Les Hauts-Commissariats furent notamment progressivement transformés en ambassades (En 1951 pour les États-Unis et en 1953 pour l'URSS). La Commission alliée a tenu sa dernière réunion le 27. Juillet 1955.